# Petr Lechner
Petr Lechner (* 14. März 1984 in Olomouc) ist ein ehemaliger tschechischer Bahn- und Straßenradrennfahrer.

## Sportliche Laufbahn
Als Jugendlicher war Petr Lechner bei Querfeldeinrennen aktiv und 1999 tschechischer Vize-Meister in dieser Disziplin. 2002 gewann er bei den Junioren-Bahn-Weltmeisterschaft gemeinsam mit Richard Ondryas, David Studnicka und Lubor Kosicka
die Bronzemedaille in der Mannschaftsverfolgung.
2008 erhielt Lechner seinen ersten Vertrag bei einem Profi-Team. Größere Erfolge blieben ihm jedoch versagt; 2013 belegte er bei der tschechischen Meisterschaft im Straßenrennen den dritten Platz. 2015 beendete er seine Radsportlaufbahn.

## Erfolge
2002
- Junioren-Weltmeisterschaft – Mannschaftsverfolgung (mit Richard Ondryas, David Studnicka und Lubor Kosicka)

## Teams
- 2008 ARBÖ-KTM-Junkers
- 2009 KTM-Junkers
- 2010 ARBÖ KTM-Gebrüder Weiss
- 2011 ARBÖ Gebrüder Weiss-Oberndorfer
- 2012 ARBÖ Gebrüder Weiss-Oberndorfer
- 2013 ARBÖ Gebrüder Weiss-Oberndorfer
- 2014 Gebrüder Weiss-Oberndorfer
- 2015 SKC Tufo Prostějov